# Parki narodowe w Holandii

Mapa Parków Narodowych w Holandii

Poniżej znajduje się lista parków narodowych, zlokalizowanych na terenie Holandii.
| Nazwa                                      | Prowincja                               | Powierzchnia (ha) | Rok utworzenia | Mapa | Zdjęcie |
| ------------------------------------------ | --------------------------------------- | ----------------- | -------------- | ---- | ------- |
| Park Narodowy Lauwersmeer                  | Groningen, Fryzja                       | 6000              | 2003           |      |         |
| Park Narodowy Schiermonnikoog              | Fryzja                                  | 5400              | 1989           |      |         |
| Park Narodowy Alde Feanen                  | Fryzja                                  | 4000              | 2006           |      |         |
| Park Narodowy Drents-Friese Wold           | Drenthe, Fryzja                         | 6100              | 2000           |      |         |
| Park Narodowy Dwingelderveld               | Drenthe                                 | 3700              | 1991           |      |         |
| Park Narodowy Drentsche Aa                 | Drenthe                                 | 10600             | 2002           |      |         |
| Park Narodowy Weerribben-Wieden            | Overijssel                              | 10500             | 1992           |      |         |
| Park Narodowy Sallandse Heuvelrug          | Overijssel                              | 2740              | 2004           |      |         |
| Park Narodowy Veluwezoom                   | Geldria                                 | 6000              | 1930           |      |         |
| Park Narodowy De Hoge Veluwe               | Geldria                                 | 5500              | 1935           |      |         |
| Park Narodowy Utrechtse Heuvelrug          | Utrecht                                 | 6000              | 2003           |      |         |
| Park Narodowy Duinen van Texel             | Holandia Północna                       | 4300              | 2002           |      |         |
| Park Narodowy Zuid-Kennemerland            | Holandia Północna                       | 3800              | 1995           |      |         |
| Park Narodowy Oosterschelde                | Zelandia                                | 37000             | 2002           |      |         |
| Park Narodowy De Biesbosch                 | Brabancja Północna, Holandia Południowa | 9000              | 1994           |      |         |
| Park Narodowy Zoom-Kalmthoutse Heide       | Brabancja Północna                      | 3750              | 2001           |      |         |
| Park Narodowy De Loonse en Drunense Duinen | Brabancja Północna                      | 3700              | 2002           |      |         |
| Park Narodowy De Groote Peel               | Brabancja Północna, Limburgia           | 1340              | 1993           |      |         |
| Park Narodowy De Maasduinen                | Limburgia                               | 4200              | 1996           |      |         |
| Park Narodowy De Meinweg                   | Limburgia                               | 1700              | 1990           |      |         |